# Provinces-Unies de Nouvelle-Grenade
Pour les articles homonymes, voir Provinces-Unies (homonymie) et Nouvelle-Grenade.
1811- – 1816 (1819)
Entités précédentes :
- Vice-royauté de Nouvelle-Grenade

Entités suivantes :
- Vice-royauté de Nouvelle-Grenade (1816)
- Grande Colombie (1819)

Les Provinces-Unies de Nouvelle-Grenade sont un ancien pays d'Amérique du Sud ayant existé du 27 novembre 1811 au 29 juin 1816, durant la période connue en Colombie comme la Patria Boba. Il est issu de territoires de la partie centrale de la Vice-royauté de Nouvelle-Grenade, colonie espagnole, correspondant à l'ancien Royaume de Nouvelle-Grenade (c'est-à-dire les territoires ne faisant pas partie de la Capitainerie générale du Venezuela ou de la Présidence de Quito, lesquels forment leurs propres gouvernements révolutionnaires durant cette période, ou de la Real Audiencia de Panamá, qui reste fidèle à l'Espagne). 
Le gouvernement était une fédération avec un système parlementaire. 
Le pays repasse sous contrôle espagnol après la reconquista de 1816, menée par Pablo Morillo.

## Histoire
Le premier Congrès républicain se réunit en décembre 1810, mais ne sont alors présents que les représentants de six provinces (Antioquia, Carthagène, Casanare, Pamplona, Popayán et Tunja), ce qui ne permet pas l'adoption d'une constitution pour toutes les provinces rebelles.
Le second Congrès des Provinces-Unies se réunit le 27 novembre 1811 à Tunja et adopte l'Acta de la Federación de las Provincias Unidas de Nueva Granada, dont les idéologues sont Camilo Torres et Miguel de Pombo. De tendance fédéraliste, elle promeut le respect et la reconnaissance de l'autonomie et de la souveraineté des provinces, qui se définissent comme égales et indépendantes, autonomes dans leur mode d'administration et la collecte de certains impôts; les fonctions militaires pour la défense commune et la levée d'impôts pour financer la guerre et les relations internationales sont cédées au Congrès. 
À ces idées fédéralistes s'opposent certaines factions centralistes, menées par Antonio Nariño, qui préfèrent un gouvernement central fort, plutôt qu'une alliance de provinces autonomes et faibles,. En raison de ce désaccord, les représentants des provinces de Bogota (appelé Cundinamarca par ses représentants) et du Chocó refusent de signer l'Acte de Fédération.
Les provinces de Panamá et de Veragua, bien qu'invitées à participer aux juntes de Quito, Santa Fe ou Carthagène afin d'adhérer au mouvement indépendantiste, refusent et restent loyales à l'Espagne. Ainsi, deux mouvements expéditionnaires partent de l'isthme pour soutenir la cause royaliste dans le sud des Provinces-Unies : la première, de 400 hommes, marche sur Quito sous le commandement du colonel Juan de Andrete et la seconde, de 200 hommes, conduit le sergent-major José de Fábrega du Chocó jusqu'à Barbacoas.
Le désaccord croissant entre les gouvernements de l'État libre de Cundinamarca, centraliste, et celui des Provinces-Unies, fédéraliste, conduit à un conflit armé qui commence le 2 décembre 1812, date de la première bataille (à Ventaquemada) de la première guerre civile de l'histoire de la Colombie. Nariño, leader du Cundinamarca, après quelques défaites, offre une capitulation assortie de conditions, mais les fédéralistes refusent, souhaitant une reddition inconditionnelle, ce qui prolonge la guerre. Après la défaite des centralistes à Ventaquemada, les fédéralistes avancent vers Santa Fe de Bogota, mais sont mis en déroute par Nariño le 9 janvier 1813.
Le 30 mai 1813, la guerre entre fédéralistes et centralistes se termine après un dialogue entre Cundinamarca et les Provinces-Unies, chacune représentée par deux délégués. Ils s'accordent sur la volonté d'indépendance et d'unir leurs forces contre l'ennemi commun, l'Espagne. Le Congrès National nomme Antonio Nariño Comandante Supremo de l'armée pour libérer les provinces du sud, mais il est capturé et rapidement envoyé en prison en Espagne,.
Le 12 décembre 1814, Simón Bolívar, à la tête des troupes des Provinces-Unies de Nouvelle-Grenade composées de fédéralistes et de vénézuéliens, entre dans Santafé de Bogota. Bolivar fourni ce service au gouvernement fédéraliste de Tunja, estimant que si le Cundinamarca rejoint les patriotes néo-grenadins Tunja sera renforcé contre les royalistes, et aussi parce que le gouvernement de Tunja a offert son aide dans sa tentative de libérer le Venezuela, sa patrie, après l'échec de la deuxième République du Venezuela.
Après la prise de Santa Fe, Bolívar se dirige vers la côte Atlantique où il doit recevoir des armes et des fournitures de Carthagène des Indes pour prendre Santa Marta et libérer le Venezuela. Toutefois, le gouvernement carthaginois refuse de le soutenir et Bolívar assiège la ville pendant un mois et demi. Informé de l'arrivée de Pablo Morillo au Venezuela et attaqué par les royalistes à Santa Marta, Bolívar renonce et s'embarque le 9 mai 1815 pour la Jamaïque, tandis que le reste de son armée tente de résister au siège de Morillo, qui commence le 5 avril 1815 et initie la Reconquista du territoire néo-grenadin, achevée dès 1816.

## Géographie

### Découpage territorial

Division politique des Provinces-Unies de Nouvelle-Grenade en 1811

Le territoire du pays est divisé entre les provinces qui signèrent l'Acte de Fédération le 27 novembre 1811 ainsi que celles qui jusqu'en 1814 rejoignent la cause fédéraliste et indépendantiste. Chaque province se compose d'un ou plusieurs cantons.
- Antioquia (capitale : Santa Fe de Antioquia)
- Carthagène (capitale : Carthagène des Indes)
- Casanare (capitale : Pore)
- Chocó (capitale : Quibdó)
- Cundinamarca (capitale : Bogota)
- Mariquita (capitale : Mariquita)
- Neiva (capitale : Neiva)
- Pamplona (capitale : Pamplona)
- Popayán (capitale : Popayán)
- Riohacha (capitale : Riohacha)
- Santa Marta (capitale : Santa Marta)
- Socorro (capitale : Socorro)
- Tunja (capitale : Tunja)

De plus, le pays comprend des territoires situés à sa périphérie :
- Côte des Mosquitos : bien que par la Real Cédula du 20 novembre 1803, qui transféra la Côte des Mosquitos de la Capitainerie générale du Guatemala à la Vice-royauté de Nouvelle-Grenade, elle forme une partie de la Nouvelle-Grenade, elle n'a jamais connu de domination effective. Elle dépend juridiquement de la province de Carthagène.
- Archipel de San Andrés, Providencia et Santa Catalina, également une part de la Nouvelle-Grenade depuis la même Real Cédula. Il dépend juridiquement de la province de Carthagène.

La capitale des Provinces-Unies a changé au cours du temps : Ibagué est la capitale entre le 27 novembre 1811 et le 3 doctobre 1812; Villa de Leyva entre le 4 octobre et le 26 novembre 1812; Tunja entre le 26 novembre 1812 et le 22 janvier 1815, et Bogota entre le 23 janvier 1815 jusqu'au 26 mai 1816, date à laquelle la ville est prise par le pacificateur espagnol Pablo Morillo.